# Нартас
Нарта́с (рос. Нартас, марій. Нартас) — селище у складі Марі-Турецького району Марій Ел, Росія. Входить до складу Марі-Біляморського сільського поселення.

## Населення
Населення — 412 осіб (2010; 305 у 2002).
Національний склад (станом на 2002 рік):
- лучні марійці — 67 %
- росіяни — 26 %